# Peder Winstrup
Peder Pedersen Winstrup (født 30. april 1605 i København, død 28. december 1679 i Lund) var en dansk-svensk teolog. Han var søn af Peder Jensen Vinstrup.
Winstrup var biskop i Lund 1638-79. Han virkede under to danske konger og to svenske.

## Rolle i forsvenskningen af Skåne
Biskop Winstrup samarbejdede med den svenske konge, efter at Skånelandene ved Roskildefreden i 1658 kom under den svenske krone. Da Karl X Gustav den 5. marts 1658 gik i land i Helsingborg og for første gang betrådte det nye land, blev han modtaget på kajen af Winstrup og en delegation af stiftets præster i fuldt ornat. Med vers på latin blev erobreren budt velkommen. Winstrup havde ti år tidligere hyldet Frederik III i København. Karl X Gustav overrakte ham en svær guldkæde og adlede ham under navnet Himmelstierna. Winstrup påbød præsterne at bede for den nye konges hus. Og da Karl X Gustav året efter fortrød at han ikke havde taget hele Danmark, pålagde biskop Winstrup præsterne at indskærpe deres sognebørn lydighed mod de svenske myndigheder og velsignede de svenske våben. Han bad hærskarernes herre om at lyksaliggøre den "højvigtigste krigsekspedition den kongelige majestæt til et højpriseligt navn og det ganske rige til velstand."
Under Karl XIs formynderregering blev han på trods af sin pro-svenske holdning mistænkt for at være en "dårlig svensker". En af årsagerne var hans protester mod tilbagetrængningen af det danske sprog i Skånelandene (trods betingelserne i Roskildefreden). Winstrup blev også mistænkt for at stå i hemmelig forbindelse med danskerne, og i 1666 var det tæt ved at en plan om at afsætte ham blev gennemført. 

### Grundlæggelsen af Lunds universitet
Winstrup var hovedmanden bag grundlæggelsen af Lund Universitet. Han fik overbevist formynderregeringen om det formålstjenlige i at oprette et universitet i Lund.  Skånes unge var fortsat med at drage til Københavns Universitet; men Winstrup mente, at hvis Skåne skulle være svensk, måtte landsdelen uddanne sine egne præster. Grundlæggelsen af universitet i Lund havde stor betydning for de følgende årtiers forsvenskning, da Skånelandene dermed fik et svensk uddannet præsteskab. 
Winstrup blev i 1671 prokansler ved universitetet og havde denne stilling frem til Skånske Krigs udbrud i 1676.

## Under mistanke for illoyalitet
Der findes ikke belæg i kilderne for at betvivle Winstrups troskab mod Sverige, men Karl XI mistænkte alligevel Winstrup for illoyalitet på grund af hans danske oprindelse og modvilje mod udfasningen af det danske sprog i kirken. Svenske præster og embedsmænd ønskede at afsætte Winstrup fra bispeembedet, men det mislykkedes, og biskoppen beholdt sit embede til han døde.

## Vurdering af Winstrup
Ifølge Palle Laurings omdiskuterede bog Danmark i Skåne havde Winstrup stor skyld i overgrebene mod den skånelandske civilbefolkning:
"I Skåne var der ikke nogen front af præster imod det svenske styre. Den vaklede i starten og brød sammen, for biskoppen sveg. Den Peder Vinstrup, der hyldede Frederik den Tredje med savlende svulstighed, den samme Peder Vinstrup modtog som Danmarks sidste biskop i Lund Carl den Tiende Gustav på kajen i Helsingborg med en lige så ydmyg bravadetale. Han var svensk i den time, nederlaget var en kendsgerning. Han var en klog og dygtig mand, der havde stridt sig frem til et godt fedt embede og stor ære, det sætter man ikke over styr for uvedkommende ting. De skånske præster stod rådvilde og lyttede efter tonen fra deres leder, og den lød på højre omkring, march. Der var præster, der tog til Danmark. Der var præster, der gjorde, hvad de kunne på deres plads i Skåne, når lejligheden gaves. Som helhed var præsterne holdningsløse. Den eneste kamp stod om embeder. Som forholdet var på den tid, forholdet mellem øvrighed og almue og almuens kontakt opefter, var præsternes front den afgørende, der ikke måtte falde, hvis noget skulle stå. Havde præsterne, med deres hold i deres sogneboere, stået, og havde de støttet sig til fredens garanti, så havde meget set anderledes ud. Således sank den danske kirke i Skåne sammen i intet. Således styrtede den mere end 550-årige danske ærkebispestol i Lund sammen i selvudslettelse og forræderi."